# Aleksander Bernadotte
Aleksander Bernadotte (szw. Alexander Erik Hubertus Bertil; ur. 19 kwietnia 2016 w Danderyd) – książę Szwecji, książę Sudermanii, wnuk króla Szwecji, Karola XVI Gustawa. Jest najstarszym synem księcia Värmlandu, Karola Filipa Bernadotte, oraz jego żony, Zofii Hellqvist. Obecnie zajmuje piąte miejsce w linii sukcesji do szwedzkiego tronu – za swoim ojcem, a przed swoim młodszym bratem – Gabrielem.

## Biografia

### Narodziny i chrzest
Urodził się 19 kwietnia 2016 roku o godzinie 18.25 w Danderyd jako pierworodne dziecko księcia Värmlandu, Karola Filipa Bernadotte, oraz jego żony, Zofii Hellqvist. W dniu urodzin ważył 3.59 kilogramów i mierzył 49 centymetrów. Jego ojciec był obecny przy porodzie i osobiście przeciął pępowinę, a następnie wziął udział w konferencji prasowej, podczas której oficjalnie poinformował o narodzinach pierworodnego dziecka.
Dzień po narodzinach księcia, o godz. 12.15, w kaplicy Pałacu Królewskiego w Sztokholmie odbyło się nabożeństwo (Te Deum) z okazji jego przyjścia na świat. Na uroczystości zabrakło królowej Sylwii, która przebywała wówczas w Stanach Zjednoczonych. Następnego dnia, 21 kwietnia 2016 roku, w czasie posiedzenia szwedzkiego rządu, jego dziadek, Karol XVI Gustaw ogłosił, że chłopiec otrzymał imiona Aleksander Eryk Hubert Bertil (szw. Alexander Erik Hubertus Bertil) oraz tytuł księcia Sudermanii (szw. Södermanland). Imię Eryk nosi jego dziadek ze strony matki, Erik Hellqvist, natomiast Hubert jest jednym z imion jego dziadka ze strony ojca, Karola XVI Gustawa. Z kolei imię Bertil zyskał po ojcu chrzestnym swojego ojca, Bertilu Bernadotte.
Aleksander został ochrzczony w wierze luterańskiej 9 września 2016 roku w kaplicy pałacu Drottnigholm. Jego rodzicami chrzestnymi zostali: jego ciotka ze strony ojca, Wiktoria Bernadotte (księżniczka koronna Szwecji, nazywana „matką chrzestną Europy”), jego ciotka ze strony matki, Lina Frejd, kuzyn jego ojca, Victor Magnuson (syn księżniczki Krystyny Bernadotte), a także przyjaciele jego rodziców: Jan-Åke Hansson oraz Cajsa Larsson.
Został ochrzczony w szatce chrzcielnej, która była po raz pierwszy noszona przez jego pradziadka, Gustawa Adolfa Bernadotte, kiedy został ochrzczony w 1906 roku. Imię i datę chrztu dodano do sukni. Zgodnie z tradycją zapoczątkowaną na chrzcie jego ciotki został ochrzczony wodą pochodzącą z drugiej co do wielkości szwedzkiej wyspy – Olandii. Ceremonii chrztu przewodniczyła pierwsza w historii kobieta-prymas Kościoła Szwecji, arcybiskup Uppsali, Antje Jackelén. Tego samego dnia został odznaczony przez swojego dziadka, Karola XVI Gustawa, Królewskim Orderem Serafinów.
Ma dwóch młodszych braci – Gabriela (ur. 31 sierpnia 2017) i Juliana (ur. 26 marca 2021) oraz młodszą siostrę, Ines (ur. 7 lutego 2025).

### Młodość
Aleksander został zaprezentowany przez swoich rodziców podczas Święta Narodowego Szwecji. W ten sam sposób swoje pierworodne dziecko postanowili zaprezentować Szwedom księżniczka Magdalena i Christopher O'Neill – po narodzinach księżniczki Eleonory.
23 sierpnia 2018 roku Aleksander, wraz z rodzicami, odbył wizytę do prowincji Södermanland, której jest księciem. 7 października 2019 roku – na mocy dekretu króla Szwecji, Karola XVI Gustawa – Aleksander utracił predykat Jego Królewskiej Wysokości i przestał był członkiem szwedzkiego domu królewskiego (ale pozostał członkiem szwedzkiej rodziny królewskiej, zachował tytuł księcia Sudermanii oraz miejsce w linii sukcesji do tronu).
Był obecny na wielu uroczystościach związanych ze szwedzką rodziną królewską, między innymi na chrzcie młodszego brata, księcia Gabriela, oraz chrzcie najmłodszego dziecka księżniczki Magdaleny i Christophera O'Neilla, księżniczki Adrianny.

## Tytulatura
2016-2019: Jego Królewska Wysokość książę Aleksander, książę Sudermanii
Od 2019: Książę Aleksander, książę Sudermanii

## Odznaczenia
- Order Królewski Serafinów – 2016[18]

## Genealogia
| Pradziadkowie                                | Gustaw Adolf Bernadotte (1906 – 1947) ∞ Sybilla Koburg (1908 – 1972) | Gustaw Adolf Bernadotte (1906 – 1947) ∞ Sybilla Koburg (1908 – 1972) | Walther Sommerlath ∞ Alice Soares de Toledo                        | Walther Sommerlath ∞ Alice Soares de Toledo                        | Stig Hellqvist ∞ Ingrid Hellqvist                                  | Stig Hellqvist ∞ Ingrid Hellqvist                                  | Janne Herbert Ribbe Rotman ∞ Britt Ingegerd                        | Janne Herbert Ribbe Rotman ∞ Britt Ingegerd                        |
| Dziadkowie                                   | Karol XVI Gustaw (ur. 1946) ∞ 1976 Sylwia Sommerlath (ur. 1943)      | Karol XVI Gustaw (ur. 1946) ∞ 1976 Sylwia Sommerlath (ur. 1943)      | Karol XVI Gustaw (ur. 1946) ∞ 1976 Sylwia Sommerlath (ur. 1943)    | Karol XVI Gustaw (ur. 1946) ∞ 1976 Sylwia Sommerlath (ur. 1943)    | Erik Oscar Hellqvist ∞ Marie Britt Rotman                          | Erik Oscar Hellqvist ∞ Marie Britt Rotman                          | Erik Oscar Hellqvist ∞ Marie Britt Rotman                          | Erik Oscar Hellqvist ∞ Marie Britt Rotman                          |
| Rodzice                                      | Karol Filip Bernadotte (ur. 1979) ∞2015 Zofia Hellqvist (ur. 1984)   | Karol Filip Bernadotte (ur. 1979) ∞2015 Zofia Hellqvist (ur. 1984)   | Karol Filip Bernadotte (ur. 1979) ∞2015 Zofia Hellqvist (ur. 1984) | Karol Filip Bernadotte (ur. 1979) ∞2015 Zofia Hellqvist (ur. 1984) | Karol Filip Bernadotte (ur. 1979) ∞2015 Zofia Hellqvist (ur. 1984) | Karol Filip Bernadotte (ur. 1979) ∞2015 Zofia Hellqvist (ur. 1984) | Karol Filip Bernadotte (ur. 1979) ∞2015 Zofia Hellqvist (ur. 1984) | Karol Filip Bernadotte (ur. 1979) ∞2015 Zofia Hellqvist (ur. 1984) |
| Aleksander Bernadotte (ur. 19 kwietnia 2016) |                                                                      |                                                                      |                                                                    |                                                                    |                                                                    |                                                                    |                                                                    |                                                                    |